# Popovac (Novska)
Popovac je naselje u Republici Hrvatskoj u Sisačko-moslavačkoj županiji, u sastavu grada Novske.

## Zemljopis
Popovac se nalaze sjeveroistočno od Novske na sjeverozapadnim padinama Kričkog brda.

## Stanovništvo
Prema popisu stanovništva iz 2011. godine Popovac je imao 10 stanovnika.
| broj stanovnika |       |       |       | 156   |       |       |       |       | 130   | 120   | 105   | 88    | 76    | 53    | 7     | 10    | 6     |
|                 | 1857. | 1869. | 1880. | 1890. | 1900. | 1910. | 1921. | 1931. | 1948. | 1953. | 1961. | 1971. | 1981. | 1991. | 2001. | 2011. | 2021. |